# Claudio Núñez
Claudio Patricio Núñez Caamaño (Valparaíso, Chile, 16 de octubre de 1975) es un exfutbolista chileno, conocido como "El Diablo" Núñez, actualmente se desempeña como comentarista deportivo en México, además posee una academia de fútbol en Monterrey llamada Diablo Núñez.

## Biografía
Debutó en el Santiago Wanderers de la Primera División de Chile. En el equipo de Valparaíso fue fundamental en el ascenso conseguido en el año 1995. A inicios de 1996, hizo una de las mejores duplas ofensivas que ha tenido este club, junto a Mario Véner quien, ese mismo año obtendría el título de goleador de ese torneo con 30 tantos. La gran actuación de Núñez le permitió partir al extranjero a mitad de año y su transferencia fue la más alta que había hecho Wanderers en toda su historia, siendo ésta cercana al millón de dólares.
Llegó a los Tigres de la UANL un 27 de julio de 1996. Ídolo de la afición regiomontana por sus goles en los clásicos, siendo el máximo anotador con 8 goles por parte de los Tigres de la U.A.N.L. en dichos encuentros, marca que comparte con Walter "El Divino" Gaitan; se podría decir que "El Diablo" Núñez es el máximo anotador por parte de los Tigres y el 2° en la historia de los clásicos con 10 goles, luego de que el 4 de agosto de 2009 en su despedida, pudo anotar 2 tantos más.
Su retorno a Valparaíso fue decepcionante, Núñez había perdido la velocidad que lo había destacado en sus inicios. A pesar de eso la hinchada lo siguió reconociendo como uno de sus más importantes jugadores.

## Clubes

### Fútbol Profesional
| Club                  | País           | Año       |
| --------------------- | -------------- | --------- |
| Santiago Wanderers    | Chile          | 1993-1996 |
| Tigres de la U.A.N.L. | México         | 1996-1997 |
| Universidad Católica  | Chile          | 1998      |
| Tigres de la U.A.N.L. | México         | 1999-2001 |
| Al-Shoalah            | Arabia Saudita | 2001      |
| Tigres de la U.A.N.L. | México         | 2002      |
| Puebla Fútbol Club    | México         | 2002      |
| Al-Shoalah            | Arabia Saudita | 2003      |
| Santiago Wanderers    | Chile          | 2003      |
| Tigres de la U.A.N.L. | México         | 2004-2005 |
| Unión Española        | Chile          | 2005      |
| Tigres Los Mochis     | México         | 2006-2007 |
| Everton               | Chile          | 2007-2008 |
| Tigres de la U.A.N.L  | México         | 2009      |

### Fútbol Rápido
| Club             | País   | Año  |
| ---------------- | ------ | ---- |
| Monterrey Flash* | México | 2013 |

## Selección nacional
Participó en las eliminatorias a los Mundiales de 1998 y 2002, además de las Copas Américas de 1997 y 1999. Disputó un total de 31 partidos por La Roja, marcando 4 goles.

### Participaciones en Copa América
| Copa América      | Sede     | Resultado    |
| ----------------- | -------- | ------------ |
| Copa América 1997 | Bolivia  | Primera fase |
| Copa América 1999 | Paraguay | Cuarto lugar |

### Participaciones en Clasificatorias a Copas del Mundo
| Eliminatorias                    | País                  | Resultado   | Posición | PJ |
| -------------------------------- | --------------------- | ----------- | -------- | -- |
| Eliminatorias Francia 1998       | Francia               | Clasificado | 4º       | 6  |
| Eliminatorias Corea y Japón 2002 | Corea del Sur y Japón | Eliminado   | 10.º     | 7  |

### Participaciones en Preolímpicos
| Torneo                               | Sede      | Resultado    |
| ------------------------------------ | --------- | ------------ |
| Preolímpico Sub-23 de Argentina 1996 | Argentina | Primera Fase |

## Palmarés

### Campeonatos nacionales
| Título           | Club               | País   | Año     |
| ---------------- | ------------------ | ------ | ------- |
| Primera B        | Santiago Wanderers | Chile  | 1995    |
| Primera 'A'      | Tigres de la UANL  | México | 1996-97 |
| Primera División | Everton            | Chile  | 2008-A  |